# Žiga Krištof Herberstein
Žiga Krištof pl. Herberstein je bil trinajsti ljubljanski škof, * 13. februar 1644, Gradec, † 20. julij 1716, Perugia.

## Izvor in kariera
Njegova starša sta bila Ernst Friderik Herberstein iz Viltuške linije Herbersteinov, ki je bil v letih 1657−1663 deželni glavar poknežene Goriške grofije in nazadnje kancler v Spodnji Avstriji, dedni komornik in dedni točaj na Koroškem in Ana Regina baronica von Falbenhaupt. Po obiskovanju jezuitskega kolegija v Gradcu je študiral pravo na teoloških visokih šolah v Passau in Regensburgu. Kot študent v Rimu na Bogoslovnem semenišču Germaniku, je v letih 1661-1665 študiral teologijo in pridobil leta 1668 na Rimski univerzi La Sapienzi akademsko stopnjo Doktor teologije in filozofije. Posvetitev je potekala  31. julija 1667 v Ljubljanski škofiji, kjer je bil istega leta imenovan za prošta. Od leta 1664 je bil kanonik v Škofiji Regensburg. Leta 1668 je postal prošt v Škofiji v Passau in v nadškofiji Wroclaw in v 1671 prošt v Škofiji Augsburg. Nato je prišel na Kranjsko in najprej dobil mesto kanonika v Novem mestu in potem mesto stolnega kanonika pri ljubljanskem škofu grofu Jožefu Rabatti.

### Ljubljanski škof
Po smrti ljubljanskega škofa Jožefa Rabatte je bil Žiga Krištof pl. Herberstein 21. aprila 1683 imenovan za njegovega naslednika. Papeževi potrditvi 6. decembra 1683 je sledila škofovska posvetitev 1. maja 1684. Leta 1701 je pri gradnji ljubljanske stolnice sv. Nikolaja iz lastnega premoženja daroval 30.000 florintov za ureditev obsežne knjižnice.  Istega leta je tudi odstopil s svojega položaja, in preživel zadnja leta svojega življenja v oratoriju sv. Filipa Neri v Perugii, kjer je umrl leta 1716.